# Те-јон
Kим Те-јон (рођена 9. марта 1989), позната као Те-јон, је јужнокорејска певачица. Дебитовала је као чланица групе Girls' Generation 2007. године. Kада је група стекла популарност на азијској музичкој сцени, она се истакла и даље учествовала у пројектима СМ компаније, у подгрупама Girls Generation - ТТС, СМ Балада и Girls Generation - Ох! ГГ.  Поред групних активности, снимила је и звучне нумере за разне телевизијске драме и филмове, које су се показале популарнима на јужнокорејским топ листама.
Те-јон је започела соло каријеру 2015. године својим првим мини-албумом под називом I, која је свој врхунац освојила на другом месту на Јужнокорејској Гаон албум листи; насловна песма била је хит број један на Гаон Дигиталној листи. Њен други ЕП Why (2016) достигао је место број један у Јужној Kореји и 2 песме са овог албума су упале у топ десет најбољих синглова Гаон листе, „Starlight“ и „Why“. Њен дебитантски студијски албум Мy Voice (2017) такође је био број један у Јужној Kореји и 2 песме су упале на Гаонову листу најбољих пет синглова, „Finе“ и „Маke Ме Love You“. Те-јон је објавила још три ЕП-а, два на корејском и један на јапанском. Добила је пет награда Златни диск, три музичке награде Мелон, три Мнет азијске музичке награде, две Сеул музичке награде и две Гаон листа музичке награде. 

## Живот и каријера

### 1989-2008: Младост и почетак каријере
Те-јон је рођена 9. марта 1989. године у Ђонђу у Јужној Kореји. Њену породицу чине родитељи, старији брат и млађа сестра. Пошто је веровала да је „талентована“ само за певање, Те-јон је у младости сањала о томе да постане певачица. Током своје друге године средње школе, Те-јон је у пратњи свог оца ишла на СМ Академију (бивша музичка установа и помоћно удружење СМ компаније), како би ишла на часове певања. Иако у то време њен отац није охрабривао Те-јон да постане забављач, председница школе је наговорила њеног оца да својој кћерки пружи прилику након што је препознала Те-јонин "чист" глас. Током следеће године Те-јон је сваке недеље пратила свог оца из њиховог родног града у Сеул како би имала вокалне лекције од The One. Назвала је БоА, Витни Хјустон и Утаду Хикару као своје пре-дебитантске инспирације. Те-јон је три године имала тренинге од стране свог бившег инструктора за вокал, који је професионално познат као The One. У интервјуу из 2011. године, Те-јон је описао као "паметну" ученицу, некога "за разлику од других који су му дошли са сновима да постану славне особе... желела је да буде певачица и да досегне врх са својим талентима". 2004. године, "хтео је да прикаже Те-јонин потенцијал", дајући јој шансу да буде у његовој песми „You Bring Me Joy". Исте године освојила је прво место на СМ такмичењу најбољих младих и потписала уговор са СМ компанијом. Процес тренинга био је толико тежак да је у једном тренутку замало одустала; међутим наставила је и дебитовала је као чланица групе Girls' Generation у августу 2007. Група је стекла значајну популарност након објављивања њиховог хит сингла „Gее“ 2009. године. Те-јон је завршила средњу уметничку школу у Ђонђу и од школе је добила награду за животно дело, 2008. године.

### 2008–2015: Оригиналне песме, ТТС и СМ Балада
Те-јон је отпевала „7989“ (на коме се налази Кангта), нумеру снимљену са истоименог дебитантског албума Girls’ Generation (2007) и четвртог студијског албума Кангтe, Eternity (2008). [16] Након тога, стекла је популарност кроз различите телевизијске саундтрекове. 
Након радног гостовања на радију од 2009. до 10. године, Те-јон се окушала у глуми. Имала је свој позоришни деби у главној улози у мјузиклу „Поноћно сунце“ (2010), адаптацији истоименог јапанског романа (2006). Њен наступ добио је добру критику публике упркос критикама мјузикла. Упркос добром одзиву, Те-јон је касније мјузикле описала као тешке, наводећи да јој је слаба концентрација отежала да истовремено глуми и пева.
У априлу 2012. формирана је подгрупа за Girls’ Generation под називом ТТС са Те-јон на челу групе и чланицама Тифани и Со-хјун. Њихов дебитантски ЕП Twinkle постигао је велики успех и постао јужнокорејски осми најпродаванији албум године.  Подгрупа је издала још два ЕП-а: Holler (2014) и Dear Santa (2015). 
У фебруару 2014. Те-јон се придружила попису СМ Балада, групи балада коју је СМ компанија иницијално основала 2010. године, доприносећи њен вокал за њихов други албум Breath. Њен истоимени водећи сингл (дует са Џонгхјуном из групе Шајни) достигао је врхунац на трећем и шестом месту на јужнокорејској дигиталној листи Гаон и К-поп Хот 100 листи.  За албум је снимила и соло песму „Set Me Free“.

### 2015–2016: Соло деби
Те-јон је започела рад на својим соло пројектима крајем 2014. године, верујући да је њено „право време“ дошло после осмогодишњег искуства са Girls’ Generation. [59] [60] Објавила је свој дебитантски ЕП, под називом I, у октобру 2015. године. ЕП је постигао врхунац на другом месту на Јужнокорејској Гаон Албум листи, и нашао се на врху америчке листе албума -  Billboard World Albums.  Те-јонин други ЕП, Why (2016), достигао је врхунац на Гаон албум листи и нашао се на другом месту на листи светских албума Billboard World Albums.

### 2017–2018:My Voice
Те-јонин први студијски албум My Voice, који је у продукцији био више од годину дана, објављен је у фебруару 2017. и уврстио је сингл „Fine“. И албум и песма су били добро прихваћени, дошли су до врха Гаон Албум листе и Гаон Дигиталне листе. 5. априла 2017. објављено је луксузно издање албума, праћено синглом „Make Me Love You“. Песма је достигла четврто место на Гаон Дигиталној листи. Маја 2017. године Те-јон је започела своју прву азијску турнеју, Персона.
У децембру 2017. Те-јон је издала свој трећи ЕП This Christmas: Winter is Coming. Албум је дебитовао на другој позицији на Гаон албум листи, а на позицији шест на Billboard World Albums листи. Њен сингл „This Christmas“ представљен је на другој позицији на Гаон Дигиталној листи. Да би промовисала албум, Те-јон је одржала дводневни божићни концерт под називом „Чаролија божићног времена“.
У јуну 2018. године Те-јон је издала свој четврти ЕП, Something New. ЕП је достигао треће место на Гаон албум листи,  и четврто на Billboard World Albums. Тог истог месеца Те-јон је започела своју јапанску изложбену турнеју, искључиво доступну члановима званичног јапанског клуба СМ компаније. Турнеја је посетила Фукуоку, Нагоју, Токио и Осаку. Након успеха своје распродане изложбене турнеје, Те-jон је 30. јуна 2018. објавила свој дебитантски јапански сингл „Stay“. Овај сингл прати још једна песма под називом „I’m the Greatest“. У августу 2018. године најављена је друга подгрупа Girls’ Generation, Ох! ГГ, коју чине Те-јон и још четири чланице које су остале потписане са СМ компанијом; група је издала свој први сингл, „Lil’ Touch“, у септембру.

### 2019–садашњица: Јапански деби иPurpose
Те-јон је објавила дигитални сингл „Four Seasons“ и пратећу нумеру „Blue“ у марту 2019. „Four Seasons“ заузела је шесто место на листи Billboard World Digital Songs и две недеље узастопно је била на јужнокорејској дигиталној листи Гаон. Песма је платинасто сертификована од стране Корејског удружења за музички садржај, за преко 100 милиона стримова. У априлу 2019. године Те-јон је започела своју прву концертну турнеју у Јапану, која је започела 13. априла у Фукуоки. Потом је 13. маја издала свој први ЕП на јапанском језику, Voice.
Те-јон је издала свој други студијски албум, Purpose, 28. октобра 2019. Албум је достигао друго место у Јужној Кореји и покренуо је сингл „Spark“, који је достигао друго место на Гаон Дигиталној листи.

## Јавна слика и утицај
Те-јон је нашироко сматрана талентованим вокалом због свог душевног гласа и способношћу да исприча причу певањем. Изабрана је за најбољег К-поп вокала од стране 40 анонимних званичника музичке индустрије у октобру 2015. године, а изабрана је и за најбољи женски вокал у својим двадесетим годинама, у априлу 2016. године, од стране дванаест корејских музичких компанија.
Као вођа популарне К-поп групе Girls’ Generation и успешан соло уметник, Те-јон је позната као истакнути јужнокорејски лик. Џенел Окводу из Воуг-а описала је Те-јон као „Бијонсе Girls’ Generation“.
Те-јон се наводи као инспирација за бројне К-поп извођаче.

## Спољашне везе
Те-јон званични сајт Архивирано на веб-сајту  (15. децембар 2015)